# Jorge Sesán
Juan Jorge Sesán (Laferrere, Buenos Aires, 1978) es un actor y director de cine y televisión argentino. Es conocido por interpretar a Pablo, un ladrón con asma en la película Pizza, birra, faso y a Miguel en la miniserie argentina Okupas. También es destacada su actuación en otras cintas como Una de dos (2004) y Motín en Sierra Chica (2013). Forma parte de la camada de actores y realizadores del movimiento del Nuevo cine argentino.

## Filmografía
- Las continuidades (2024)
- El lado salvaje (2022)
- Emilia (2020)
- Marea alta (2020)
- Los áridos (2019)
- Cartero (2019)
- El sonido de la campana (cortometraje 2019)
- Al desierto (2017)
- Fuga de la Patagonia (2016)
- QTH (2016)
- El Hijo de Dios (2015)
- El ardor (2013)
- Motín en Sierra Chica (2013)
- De martes a martes (2012)
- La araña vampiro (2012)
- Juan y Eva (2011)
- El túnel de los huesos (2011)
- Desbordar (2011)
- El Sol (2010)
- Mate al Fondo (cortometraje, 2007)
- Gigantes de Valdés (2007)
- El sueño del perro (2007)
- Garúa (2005)
- Pollo gira (2005)
- La vanidad de las luciérnagas (cortometraje, 2005)
- La mentira (cortometraje, 2004)
- Vida en Marte (2004)
- Una de dos (2004)
- La expresión del deseo (cortometraje, 1998)
- Pizza, birra, faso (1997)

## Televisión
- El Eternauta (2025)
- María Marta, el crimen del country (2022)
- Nafta Súper (2016)
- 23 pares (2012)
- El hombre de tu vida (2011)
- Disputas (2003)
- Calientes (2000)
- Okupas (2000)